# Patrice Lelorain
 (décembre 2012).
Patrice Lelorain est un écrivain français né le 10 avril 1955 à Neuilly-sur-Seine.

## Parcours
Après une enfance et une adolescence agitée à Bois-Colombes, Patrice Lelorain voyage en Europe en exerçant des métiers de fortune. En 1976, il s'inscrit au département cinéma de l'université de Vincennes, études qui s'achèveront en 1985 à la Sorbonne avec une thèse de troisième cycle remarquée sur Arthur Penn. Parallèlement, il réalise des films expérimentaux, dont Document pour les petits hommes verts, sélectionné dans les principaux festivals européens et qui fera le tour du monde des cinémathèques avec l'exposition Paris vu par le cinéma d'avant garde. En décembre 1985, il entre à la revue Cinématographe où il affirme sa singularité jusqu'à l'extinction du journal en février 1987.
S'ensuivent quelques expériences comme scénariste, mais c'est en écrivant d'un seul trait une biographie de Mohamed Ali qu'il décide de se consacrer à la littérature. Quick-Sandwich, son premier roman, sortira avant, en avril 1991, et sera repéré pour son ton évoquant Les Hussards (mouvement littéraire). En 1993, il écrit deux textes pour Jean-François Coen sur son album La Tour de Pise, dont Un film snob pour martien qui sortira en single dans plusieurs versions. En 1996, son recueil de chroniques Paris section urbaine est son premier succès critique, et c'est d'ailleurs sous l'intitulé Section urbaine que Patrice Lelorain tiendra sa chronique dans le Paris Obs, supplément parisien du Nouvel Observateur de 2000 à 2003.
Depuis Adieux, récit intimiste sorti à la rentrée 2004, les livres de Patrice Lelorain suscitent un intérêt croissant, tel Revenants, fresque underground des années 70 et 80, qui a marqué la rentrée 2011. Entre 2008 et 2012, Patrice Lelorain a livré de longs papiers au magazine GQ autour de la boxe, du saut à ski ou du marathon.
Après une décennie de silence paraît Dans les Yeux de Jade. Annoncé en librairie le 3 avril 2020, puis reporté en raison du premier confinement, le livre sort finalement le 2 février 2021. En dépit du contexte délicat lié au troisième confinement, ce "roman félin" connait un accueil critique très favorable et offre à l'auteur un public élargi.

## Romans, chroniques, nouvelles et récits
- 1991 : Quick-Sandwich, roman, Calmann-Lévy.
- 1992 : Cassius Clay, La Légende de Muhammad Ali, essai biographique, éditions Denoël.
- 1996 : Paris Section-Urbaine, chroniques, Éditions de la Différence.
- 1998 : Off, roman, Climats.
- 2000 : Colères, chroniques, Éditions Verticales.
- 2002 : Saccages, chroniques, Éditions du Rocher.
- 2004 : Adieux, récit (traduit en espagnol, chinois, et sélectionné pour le prix FNAC), Liana Levi.
- 2008 : Quatre uppercuts, nouvelles (Prix de la nouvelle de l'Académie Française), éditions de la Table ronde.

- 2008 : La Légende de Muhammad Ali, version revisitée, éditions de la Table ronde.
- 2011 : Revenants, roman (sélection Prix de Flore), éditions de la Table ronde.
- 2021 : Dans les Yeux de Jade, roman, (Prix Fernand Méry) Albin Michel.

## Revues
- 1994   Quai Voltaire n°12  B.B.B.

- 1996   L'Infini n°52  (écrivains non programmables)  Off (extrait)

- 1998   Revue Perpendiculaire n°10  Quatre Uppercuts (extrait)

- 2003  Les Episodes n°16-17  Roi des Lions

- 2003   Les Episodes n°18  Le Rire des Gitans

- 2024  LH SIX.24  n°2   Le Noble Art -le poids des mots-.

## Journalisme
- 1985 : La Cinémathèque française no 5.
- 1986-1987 : Cinématographe, collaborateur régulier puis rédacteur.
- 1997 : Les Inrockuptibles no 113 à 117, Un seul oiseau dans le ciel, photo-roman en collaboration avec Vincent Ostria.
- 2000-2002 : Paris Obs, chronique Section urbaine.
- 2008 : Libération (journal) w.e.monjournal Into my wild, 29 et 30 mars.
- 2008-2012 : GQ (magazine) no 3, 15, 23, 38, 48, 57.
- 2012 : en jeu no 452, je me souviens...
- 2022: Politis.fr  Tribunes Scènes de chasse dans le Lot au temps du covid... le 10 décembre.

## Parolier
- 1993 : textes pour Jean-François Coen sur l'album La Tour de Pise, Columbia/Sony Music.
- 1995 : sortie en single du titre Un film snob pour Martien.